# Aeroporto di Mys Šmidta
L'aeroporto di Mys Šmidta (in russo АЭРОПОРТ МЫС ШМИДТА?, in inglese Mys Šmidta Airport) è un aeroporto situato a 3 km dalla città di Mys Šmidta, un porto sulla rotta polare artica, nel circondario autonomo della Čukotka, in Russia.

## Strategia
L'aeroporto di Mys Šmidta è una filiale della compagnia aerea russa Čukotavia e la base militare della VVS.

## Dati tecnici
L'aeroporto di Mys Šmidta dispone di una pista cementata di classe B, che misura 2,500 m x 60 m e permette il decollo/atterraggio di tutti i tipi degli elicotteri e degli aerei Antonov An-2, Antonov An-24, Antonov An-26, Antonov An-72, Antonov An-74, Ilyushin Il-18, Ilyushin Il-76, Yakovlev Yak-40, Yakovlev Yak-42, Tupolev Tu-134, Tupolev Tu-154, Tupolev Tu-204.
L'aeroporto di Mys Šmidta è aperto nel periodo estivo dalle 20:00 alle 04:00 (ora UTC +12) e nel periodo invernale dalle 21:00 alle 04:00 (ora UTC +13).